# Šelif
Šelif (arabsky وادي الشلف‎, [Wadi ash-Shalif]) je největší řeka v Alžírsku v Severní Africe. Od pramenů řeky La Thuile (Sebhah) je dlouhá 700 km. Povodí má rozlohu 35 000 km².

## Průběh toku
Prameny jsou na severních svazích hor Amur v systému Saharského Atlasu. Na horním toku protíná kamenitou poušť, má málo vody a v létě místy vysychá. Dále protíná Malý Atlas obrací se na západ a ústí do Středozemního moře severně od města Mustaghanam. Na dolním toku teče širokou zaplavovanou, hospodářsky obdělávanou dolinou.

## Vodní stav
Vysoké vodní stavy jsou v zimě. Povodně někdy mívají katastrofální charakter. Průtok může převyšovat 4000 až 5000 m³/s. Je v ostrém kontrastu k průtoku ve zbývající části roku, který může poklesnout na několik set nebo dokonce desítek m³/s.

## Využití
Na řece byla vybudována přehradní hráz s vodní elektrárnou, za níž vznikla přehradní nádrž Grib. Voda se široce využívá na zavlažování.